# Ingresso nel porto di Palermo al chiaro di luna
Ingresso nel porto di Palermo al chiaro di luna è un dipinto a olio su tela di Claude Joseph Vernet. È conservato presso il Museo dell'Ermitage di San Pietroburgo.

## Descrizione
Il dipinto raffigura l'ingresso al porto di Palermo, in Sicilia, alla luce della luna. In primo piano a sinistra, diverse persone si riscaldano intorno a un fuoco, mentre a destra si distinguono diverse sagome di navi contro il mare. Sul lato sinistro, dietro al gruppo di persone, Vernet dipinse la torre della fortezza portuale di Palermo. Il cielo è nuvoloso, soprattutto sulla destra, e si può vedere la luna quasi al centro del dipinto.

## Provenienza
Questo dipinto faceva parte della collezione Longvilliers, a Montreuil-sur-Seine, fino al 1769, quando fu venduto per la collezione Boyer de Fonscolombe, ad Aix-en-Provence, dove rimase fino al 1791. Fu acquistato da Alessandro I di Russia nel 1803 a San Pietroburgo tramite Pirling et Compagnie, da Dresda.